# Tadeusz Gołębiewski (pilot)
Tadeusz Gołębiewski (ur. 1 października 1928 w Warszawie, zm. 23 stycznia 2016 tamże) – polski pilot doświadczalny, instruktor spadochronowy, oblatywacz m.in. samolotów PZL M-2, PZL M-4 Tarpan, PZL M-15, PZL M18 Dromader, TS-11 Iskra i An-2.

## Życiorys
Był synem Stefana, żołnierza Wojska Polskiego. W 1943 r. ukończył szkołę powszechną w Elsnerowie-Zaciszu, a w 1947 r. Miejskie Gimnazjum Mechaniczne w Warszawie. Podczas nauki w gimnazjum odbył przeszkolenie spadochronowe. W Państwowym Liceum Mechaniczno-Lotniczym w Warszawie odbył szkolenie szybowcowe. Po ukończeniu w 1950 r. liceum otrzymał nakaz pracy w Wytwórni Sprzętu Komunikacyjnego w Mielcu. Kontynuował szkolenie lotnicze i w 1951 r. przeszedł kurs instruktorów spadochronowych.
W 1952 r. został skierowany na kurs pilotażu silnikowego, który ukończył z uprawnieniami instruktora samolotowego. Zaangażował się w organizowanie Aeroklubu Mieleckiego, stanął na czele komitetu organizacyjnego, a w 1953 r. został wybrany na jego prezesa. Jednocześnie pełnił funkcję komendanta aeroklubu i kierownika wyszkolenia, w 1953 r. został wybrany na członka Zarządu Głównego Ligi Przyjaciół Żołnierza. Jednocześnie w WSK pracował jako pilot zakładowy i podnosił swoje kalifikacje. W 1956 r. odbył kurs dla kandydatów na pilotów doświadczalnych, w 1957 r. uzyskał uprawnienia instruktora samolotowego II i I klasy oraz pilota doświadczalnego III i II klasy.
Nowe uprawnienia pozwoliły mu na samodzielne wykonywanie bardziej złożonych zadań. 2 września 1957 r. oblatał prototyp samolotu PZL S-4 Kania. Kolejnym prototypem, za sterami którego zasiadł był PZL M-2. 26 czerwca 1958 r. oblatał pierwszy prototyp, oznaczony znakami SP-PAC. Powierzano mu również obloty pierwszych egzemplarzy seryjnych, 23 sierpnia tego samego roku zasiadł za sterami pierwszego seryjnego samolotu TS-8 Bies (nr 1E-0101). Następnie 19 września tego samego roku w Mielcu wykonał pierwszy lot na prototypie PZL S-4 Kania-3.
23 października 1960 r. oblatał pierwszy egzemplarz An-2T (znaki SP-AND) zmontowany w Mielcu z części dostarczonych z ZSRR. W kolejnych latach powierzano mu prace również nad maszynami sportowymi. 7 września 1961 r. oblatał prototyp samolotu szkolno-treningowego PZL M-4 Tarpan. W 1961 r. został awansowany na stanowisko szefa pilotów mieleckiej wytwórni (później z powodu odmowy wstąpienia do PZPR został pozbawiony tego stanowiska). Kontynuował pracę w wytwórni jako szeregowy pilot-oblatywacz. Mimo tych politycznych zawirowań 29 sierpnia 1962 r. oblatał prototyp An-2M, wersji pływakowej tego popularnego samolotu transportowego. Powierzono mu również oblot wersji do treningu nawigacyjnego PZL M-4P Tarpan, którego dokonał 18 lipca 1964 r. Również oblatał 12 sierpnia 1965 r. wersję jednoosobową wersję Tarpana M-4A. W 1968 r. ukończył studia na Wydziale Mechanicznym Politechniki Krakowskiej. 30 maja 1972 r. powierzono mu zadanie oblatania pierwszego egzemplarza TS-11 Iskra z elektrycznym napędem lotek. 
Ze względu na radzieckie zapotrzebowanie Mielec opracował projekt odrzutowego samolotu rolniczego M-15 Belfegor. 9 stycznia 1974 r. oblatał jego drugi prototyp (SP-PBZ) a 25 kwietnia 1975 r. pierwszy egzemplarz seryjny. Następnie został osobą odpowiedzialną za całość prób certyfikacyjnych PZL M18 Dromader. 2 października 1976 r. oblatał drugi prototyp Dromadera z aparaturą cieczową agro. 22 czerwca 1977 r., podczas prób stateczności kierunkowej Dromadera (SP-PBW), był zmuszony do skoku ratowniczego ze spadochronem po urwaniu się steru wysokości. Dzięki jego uwagom wzmocniono konstrukcję samolotu i tę maszynę Gołębiewski oblatał 4 maja 1978 r.
Ze względów zdrowotnych 20 grudnia 1980 r. przeszedł na rentę. W czasie swej kariery lotniczej wykonał 12 579 lotów na 57 typach samolotów. Cztery razy lądował przymusowo, raz wykonał skok ratowniczy ze spadochronem. W powietrzu spędził 7922 godziny. Po zakończeniu pracy zawodowej zaangażował się w działalność społeczną, w Klubie Pilotów Doświadczalnych w Warszawie zajął się opracowaniem dwutomowej Kroniki Pilotów Doświadczalnych. Zmarł 23 stycznia 2016 r. w Warszawie. 3 lutego na cmentarzu Bródnowskim odbył się jego pogrzeb.

## Ordery i odznaczenia
Za swą pracę został odznaczony:
- Krzyżem Kawalerskim Orderu Odrodzenia Polski,
- Złotym Krzyżem Zasługi[16],
- Brązowym Medalem „Za zasługi dla obronności kraju”,
- Medalem 50-lecia Polskiego Lotnictwa Sportowego,
- Brązowym Medalem „Za zasługi w realizacji zadań polskiego łowiectwa”
- Wyróżnieniem „Błękitne Skrzydła” (indywidualne w 1976)[17],
- Wyróżnieniem „Błękitne Skrzydła” (indywidualnie w 1977)[18],
- Odznaką „Zasłużony działacz lotnictwa sportowego”.